# دریاچه خانکا

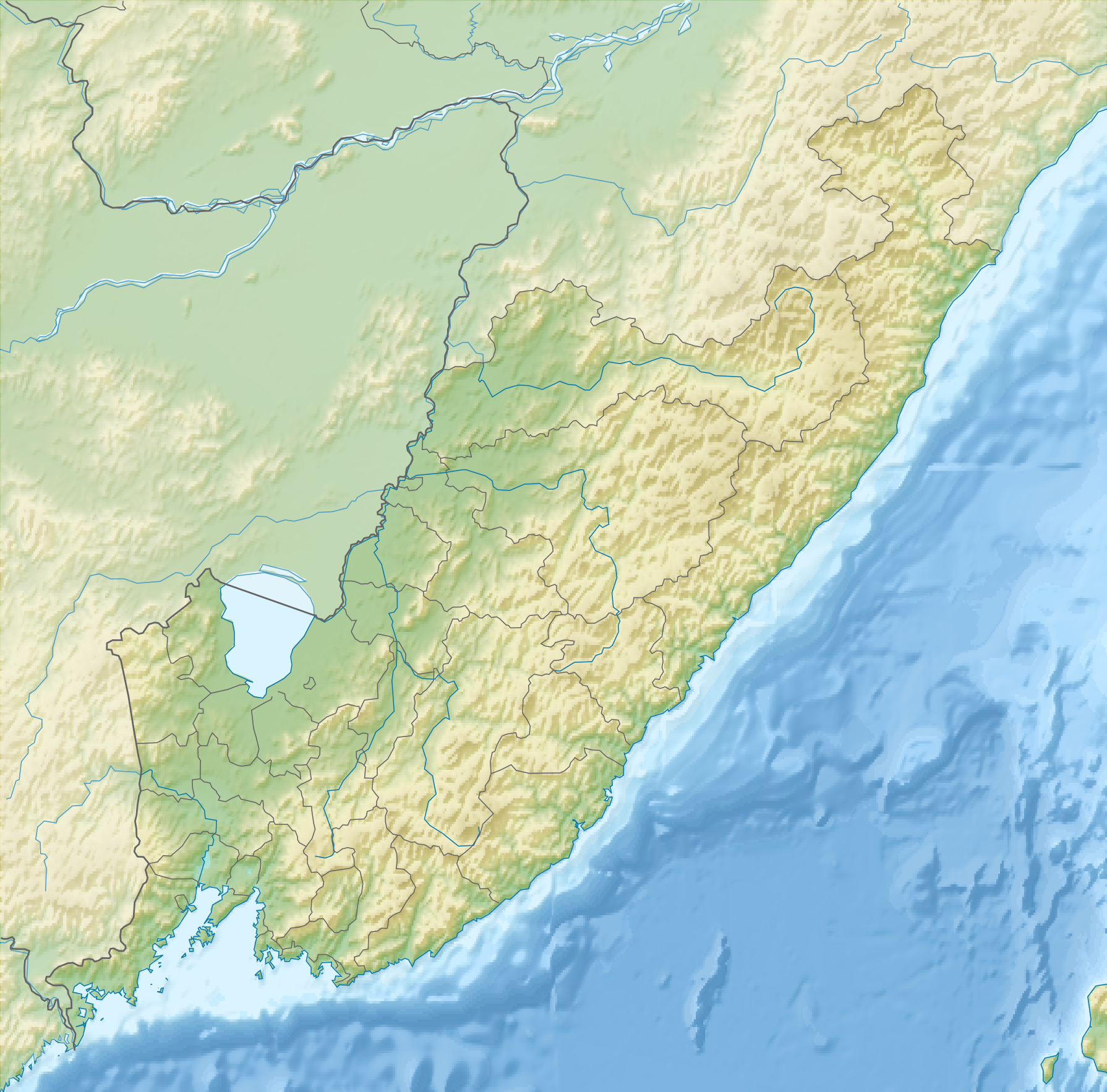
نقشه ناهمواری‌های سرزمین پریمورسکی روسیه. پهنه آبی میانه تصویر، دریاچه خانکا است.

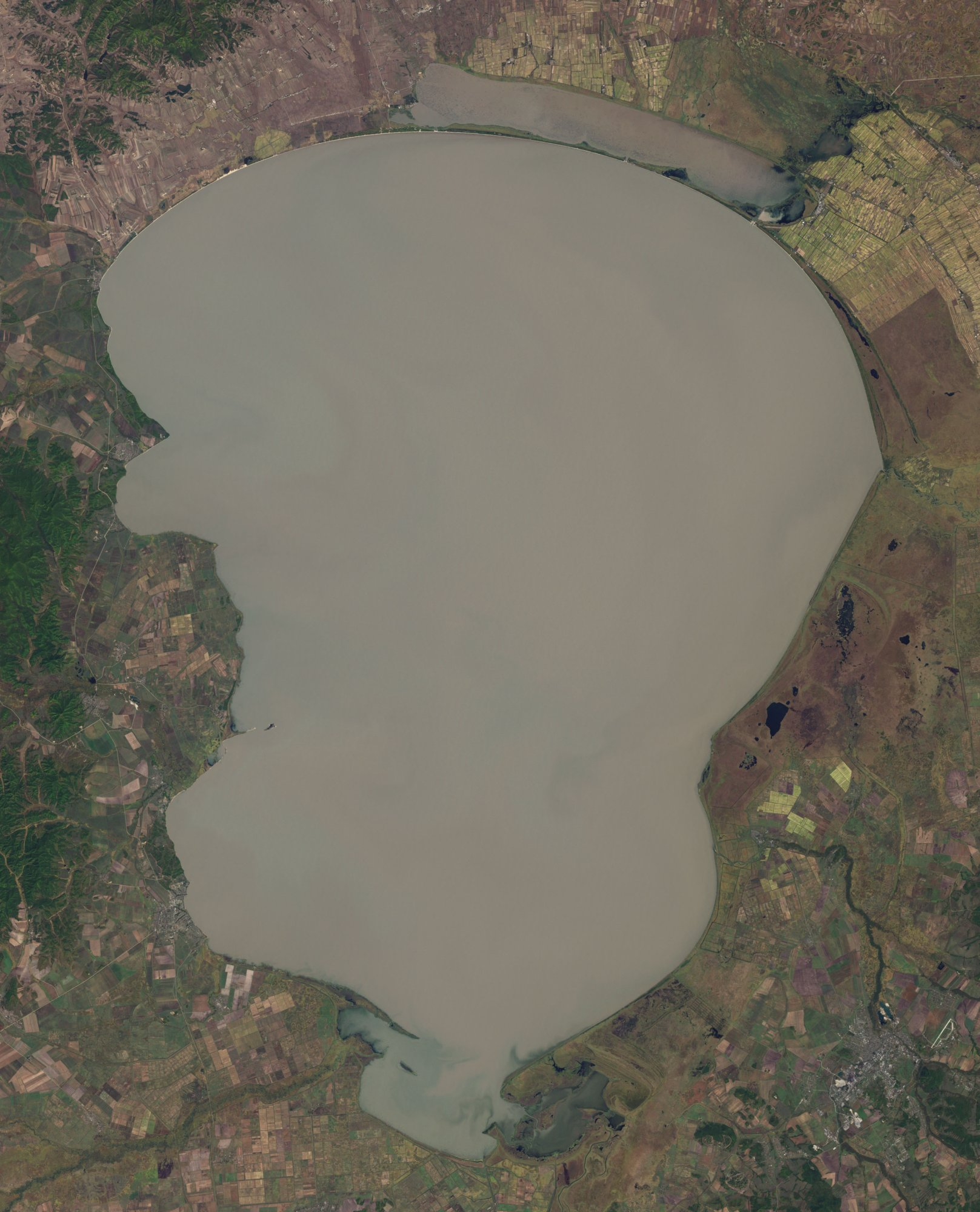
دریاچه خانکا (تصویر ماهواره‌ای)

دریاچه خانکا (به روسی: о́зеро Ха́нка) دریاچه‌ای آب شیرین است که بخشی از آن در سرزمین پریمورسکی روسیه و بخش دیگر در استان هیلونگ‌جیانگ در شمال شرق چین واقع است.
مساحت آن ۴۱۹۰ کیلومتر مربع است که ۳۰۳۰ کیلومتر مربع آن در روسیه و ۱۱۶۰ کیلومتر آن در چین واقع شده است.
۲۳ رود به درون این دریاچه می‌ریزند، ۸ رود از سوی چین و ۱۵ رود از سوی روسیه می‌آیند. رود سونگاچا تنها رودی است که از دریاچه به بیرون جریان دارد و به رودهای اوسوری و آمور می‌پیوندد.